# Tav
Tav (ת‎) je 22. i zadnje slovo hebrejskog pisma i ima brojčanu vrijednost od 400.  U modernom hebrejskom pismu se ne razlikuje između slova tet i tav. Po međunarodnoj fonetskoj abecedi se tav izgovara kao [t]. 
Prije se pravila razlika (ovisno o dagešu) između tvrdog i mekog slova tav, pri čemu mekani tav odgovara engleskom th [θ]. Akademska transliteracija mekanog slova tav je „ṯ“ (iako se često transkribira kao th).

## Povijest
Tav je suglasnik čiji je pismeni oblik nastao iz jednog obilježja (x ili +); to značenje slova tav se održalo u knjizi proroka Ezehijela (9,4 9,6) i u knjizi Hioba (31,35). Od slova tav nastalo je grčko slovo tau i latinsko slovo T (t).

## Primjeri
- תלמוד (Talmud, „nauk“)
- תורה (Tora, „pouka“; vidi: Petoknjižje)
- תל אביב (Tel Aviv, „Proljetni brežuljak“, naziv grada u Izraelu)
- תאטרון / theatron (kazalište; tav kao transkripcija za θ u grčkoj riječi θέατρον)

## Šifra znaka
|          | Unikod | Unikod            | HTML     | HTML | izgled ovisi o pregledniku | poveznice (engl.)                |
| k. točka | naziv  | kod               | entitet  |      | izgled ovisi o pregledniku | poveznice (engl.)                |
| -------- | ------ | ----------------- | -------- | ---- | -------------------------- | -------------------------------- |
| slovo ת  | U+05ea | HEBREW LETTER TAV | &#x05ea; | nema | ת                          | detaljni podaci test preglednika |

U standardu ISO 8859-8 simbol ima kod 0xfa.